# 切斯特鎮區 (密歇根州渥太華縣)
切斯特鎮區（英語：Chester Township）是位於美國密歇根州渥太華縣的一個行政鎮區。

## 地方資料
切斯特鎮區的面積為92.90平方千米，當中陸地面積為92.40平方千米，而水域面積為0.50平方千米。根據2020年美國人口普查的數據，當地共有人口2096人，而人口密度為每平方千米22.56人。